# 孙本文
孙本文（1891年—1979年2月），原名彬甫，号时哲，男，江苏吴江人，社会学家。

## 生平
孙本文1891年生于江苏省吴江县七都乡，1915年入国立北京大学哲学系，1918年毕业后任国立南京高等师范学校（1928年改为中央大学）附属中学国文、哲学教员。1921年赴美留学，1923年获伊利诺大学社会学硕士学位，1925年获纽约大学社会学博士学位。1926年回国，任上海大夏大学、复旦大学教授。1928年组织成立东南社会学会，任理事长。1928年起执教于国立中央大学（1949年更名南京大學），1929年任教授，长期担任社会学系主任，并曾任师范学院院长、教务长。1930年发起成立中国社会学社，任社长兼《社会学刊》主编。1930年5月任国民政府教育部高等教育司司长。1941年受聘为教育部部聘教授。1952年，南京大学社会学系因政治原因被撤销，转至南京大学地理系教授统计学。1962年后，先在南京大学政治系、哲学系任教。曾任《江海学刊》编委。
1979年2月在南京去世。

## 著作
孙本文一生勤于笔耕，著述丰富。他出版和主编了社会学著作20多种，发表学术论文七八十篇。像《社会学上之文化论》（北平朴社，1927）、《社会问题》（1927年）、《社会学ABC》（世界书局，1928年）、《人口学ABC》（世界书局，1928年）、《文化与社会》（东南书店，1928年）、《社会学的领域》（世界书局，1929年）、《社会的文化基础》（世界书局，1929年）、《社会变迁》（社会变迁，1929年）、《社会学大纲》（主编，世界书局，1931年，分上、下册）、《中国人口问题》（主编，世界书局，1933年）、《社会学原理》（商务印书馆，1935年；1944年修订再版，分上、下册）、《社会学词典》（主编，1937年，出版社不详）、《中国社会问题》（青年书局，1939年）、《现代中国社会问题》（商务印书馆，1942-1943年，共四册）、《社会行政概论》（中国文化服务社，1944）、《社会思想》（商务印书馆，1945年）、《社会心理学》（商务印书馆，1946年）、《近代社会学发展史》（商务印书馆，1947年）、《当代中国社会学》（胜利出版公司，1948年）、《社会调查方法和表格》（出版情况不详）等。